# 方廷湖 (阿肯色州)
方廷湖（英語：Fountain Lake）是一個位於美國阿肯色州加蘭縣的市鎮。

## 地理
方廷湖的座標為34°37′03″N 92°55′08″W / 34.61750°N 92.91889°W，而該地的平均海拔高度為180米（即591英尺）。

## 人口
根據2010年美國人口普查的數據，方廷湖的面積為11.01平方千米，皆為陸地。當地共有人口475人，而人口密度為每平方千米43人。